# Lathrotriccus griseipectus
Lathrotriccus griseipectus là một loài chim trong họ Tyrannidae.